# Théodore Labrouste
Pour les articles homonymes, voir Labrouste.
 (avril 2017).
François Marie Théodore Labrouste est un architecte français né à Paris le 11 mars 1799, et mort dans la même ville, le 28 novembre 1885.

## Biographie
François Marie Théodore Labrouste est né le 21 ventôse An VII (11 mars 1799) dans l'Ancien 10e arrondissement de Paris,. Il est le fils de François-Marie-Alexandre Labrouste, né à Bordeaux en 1762 et mort à Paris en 1835, membre du Conseil des Cinq-Cents en 1796 et du Tribunat de 1799 à 1807, qui fut à ce titre un des acteurs de la proclamation de l'Empire, et de Anne-Dominique Gourg (1764-1851), née à Tonnay-Charente, fille et petite fille de négociants de cognac. Il est le frère d'Henri et d'Alexandre Labrouste et également le grand père maternel de Madeleine Blanchart, épouse du général Henri Claudon, chef de la mission militaire française à Washington durant la Première Guerre mondiale.
Il fait ses études au collège Sainte-Barbe puis entre à l'École nationale supérieure des beaux-arts en 1817. Il suit les enseignements des ateliers de Antoine Vaudoyer et d'Hippolyte Lebas avant de remporter le premier grand prix de Rome en 1827 avec comme sujet de concours un muséum d'histoire naturelle. D'Italie, où il réside de 1828 à 1832, à la villa Médicis à Rome, il fait plusieurs envois remarqués, présentés à l'exposition universelle de 1855 :
- le temple de Vesta à Tivoli, les tombeaux étrusques de Corneto (1830),
- le temple d'Hercule à Cori (1832).

De retour à Paris en 1833, il est chargé de construire une écurie de 24 chevaux pour le dépôt de remontes du bois de Boulogne sous le contrôle de l'inspecteur général Hubert Rohault de Fleury.
Le 5 février 1835, il épouse à Paris, Marie-Louise Gaujac (1809-1885), arrière petite fille de Claude-Augustin Duflos, joaillier de la couronne du roi Louis XV, et petite fille de Urbain Firmin Piault, ancien maire du 10e arrondissement de Paris. Le couple a trois enfants :
- Marie Lucile Labrouste (1839-1856) ;
- Marie Etienne Labrouste (1839-1902), avocat, juge, procureur épouse Louise Marie Mesnard (1847-1902) ;
- Marie Victorine Labrouste (1843-1914), épouse Gaston Jules Victor Auguste Blanchart (1834-1918), ministre plénipotentiaire, sous-directeur au ministère des affaires étrangères, officier de la Légion d'Honneur.

Le 28 juillet 1835 à Paris, son père est gravement blessé dans l'attentat perpétré par Giuseppe Fieschi contre Louis-Philippe. Il meurt deux jours plus tard le 30 juillet 1835 .
En 1836, en étroite collaboration avec son frère Henri, il concourt à plus de 10 projets. Si certains obtiennent des prix, aucun ne sera réalisé.

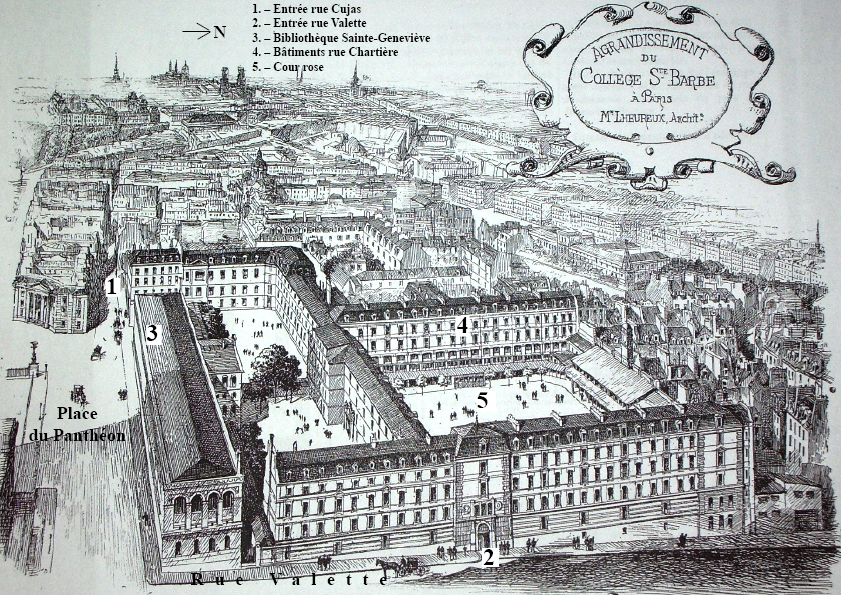
Collège Sainte-Barbe.

En 1838, Alexandre Labrouste, frère aîné de Théodore, devient le directeur du collège Sainte-Barbe. En 1841, on inaugure les nouveaux bâtiments du collège construits sur les plans du cadet aidé d'Henri.
En 1845 et 1846, Théodore construit deux pavillons pour le même collège faisant aujourd'hui partie de la bibliothèque Cujas. En décembre 1851, le collège Sainte-Barbe achète un terrain à Fontenay-aux-Roses pour y construire une annexe champêtre, le petit collège Sainte-Barbe-des-Champs, dont Théodore Labrouste se charge. Aux bâtiments habituels d'un collège, il ajoute dans les ailes un théâtre, un manège, une salle de culture physique. L'ensemble est inauguré le 12 mai 1852.
En 1862, Théodore Labrouste publie dans la Revue générale de l'architecture et des travaux publics une vue de la tombe des Biges relevée en 1829 avec Félix Duban. Il devient l'architecte en chef de l'assistance publique et dirige l'agence d'architecture des hôpitaux de 1845 à 1876. Il construit le nouveau bâtiment de l'hôpital Fernand-Widal entre 1853 et 1858, rue du Faubourg Saint-Denis, dans le 10e arrondissement puis, entre 1864 et 1869, réalise l'hospice des Incurables d'Ivry-sur-Seine pour 2 500 pensionnaires venant du couvent des Récollets ou de l'hospice de la rue de Sèvres (qui deviendra l'hôpital Laennec). L'architecte américain Henry Hobson Richardson, venu en France pendant la guerre de sécession, travaille avec Théodore Labrouste à la réalisation de cet hospice (aujourd'hui l'hôpital Charles-Foix).

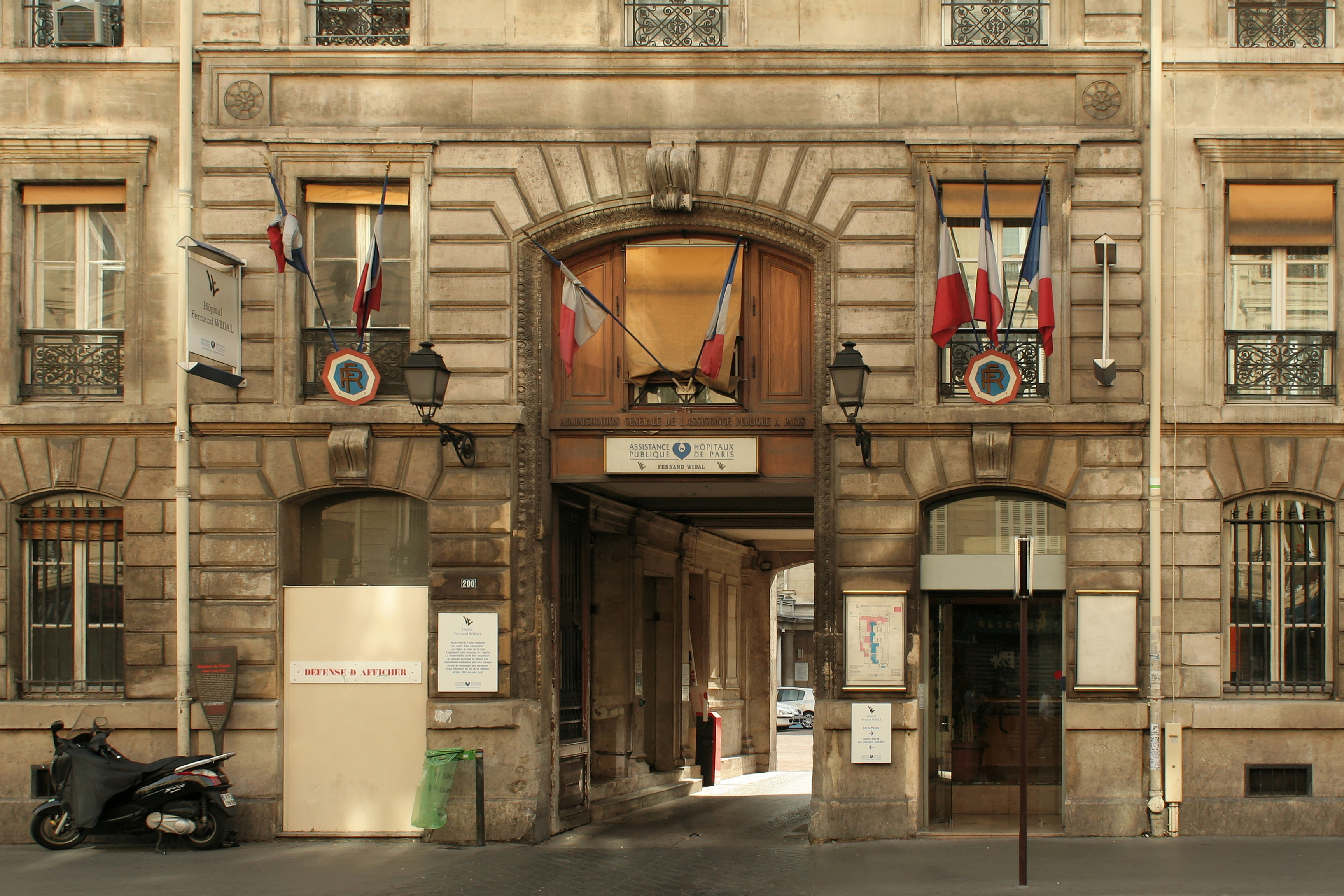
Hôpital Fernand-Widal.
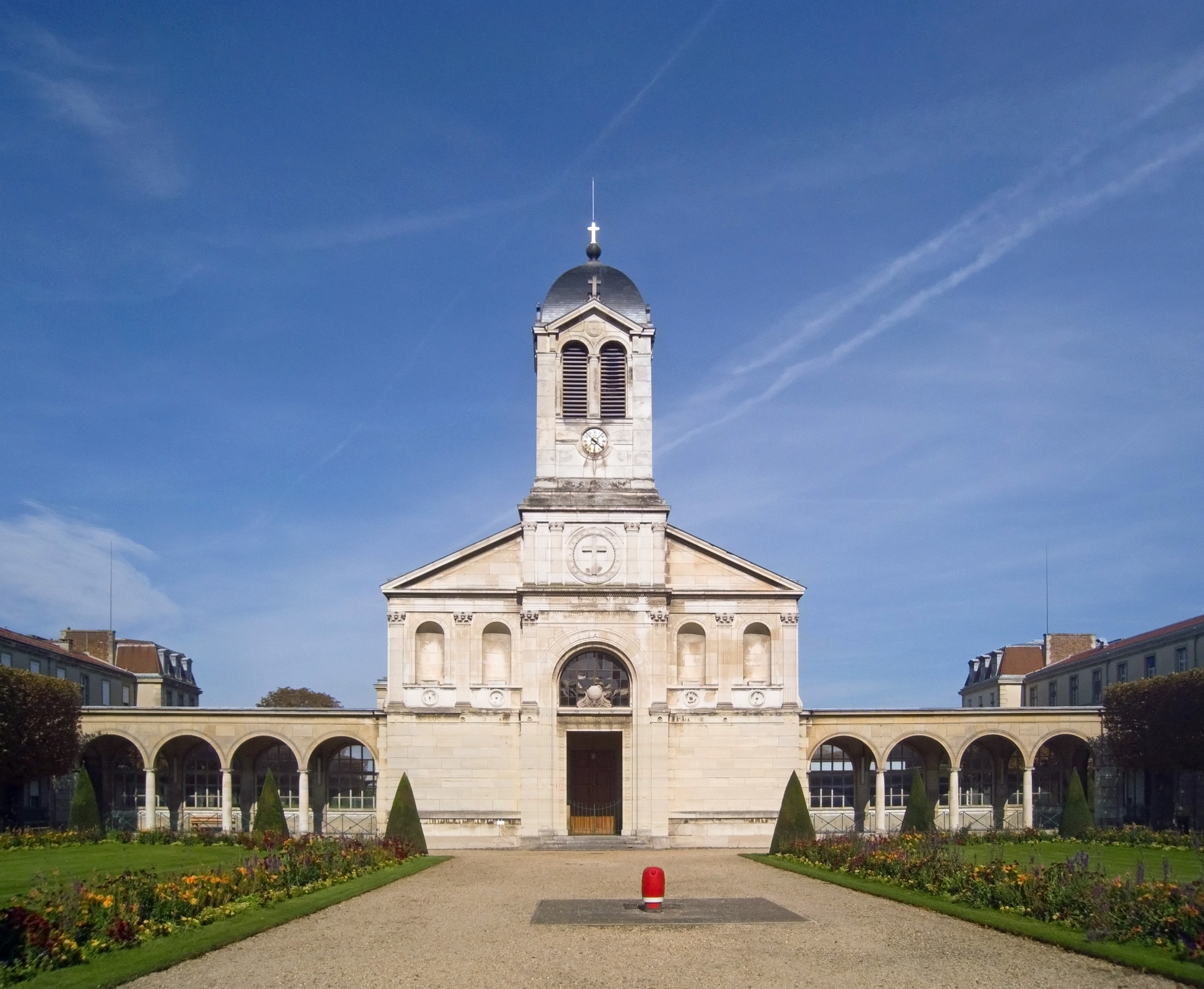
La chapelle de l'hospice des Incurables devenu l'hôpital Charles-Foix.
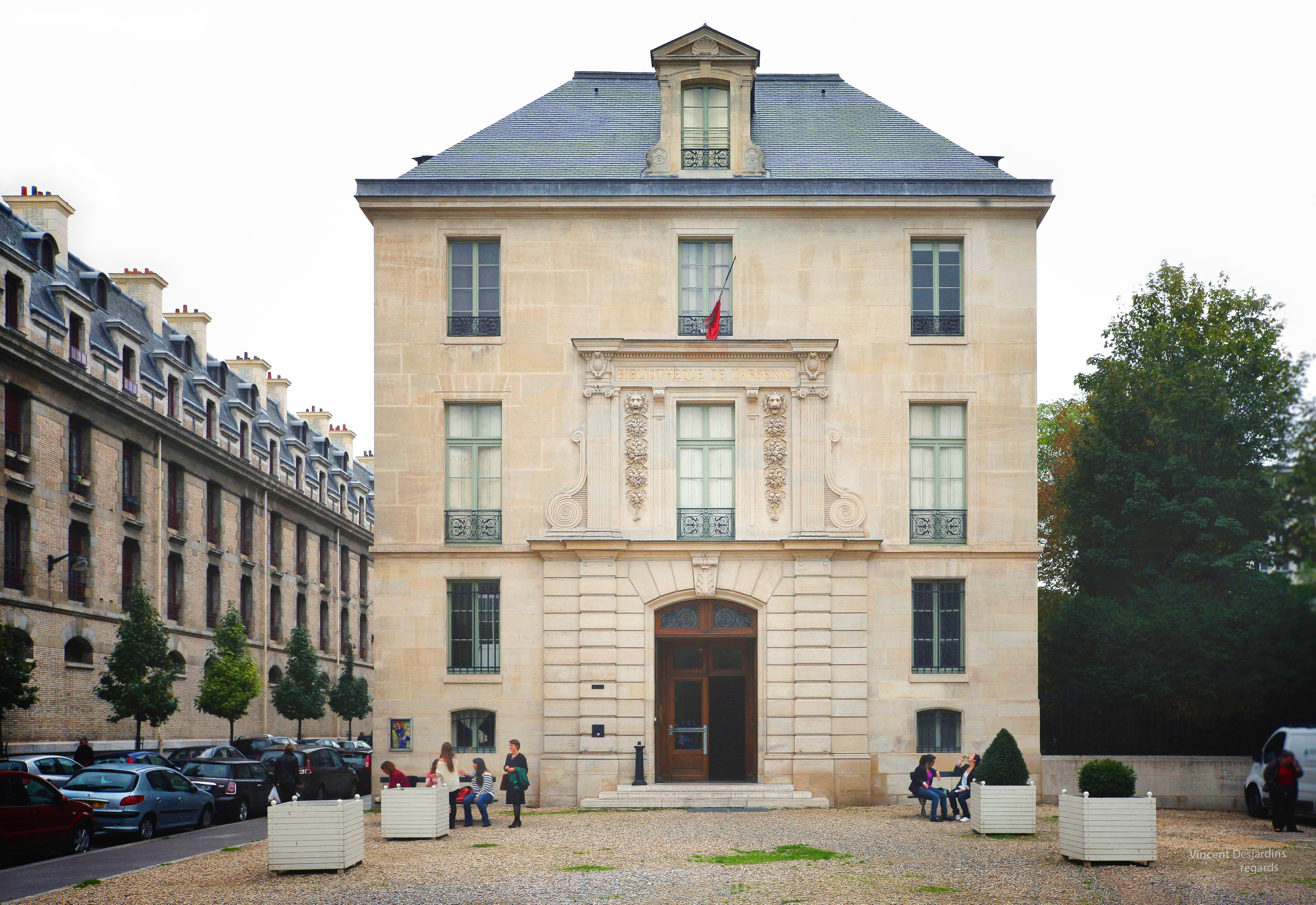
Bibliothèque de l'Arsenal.

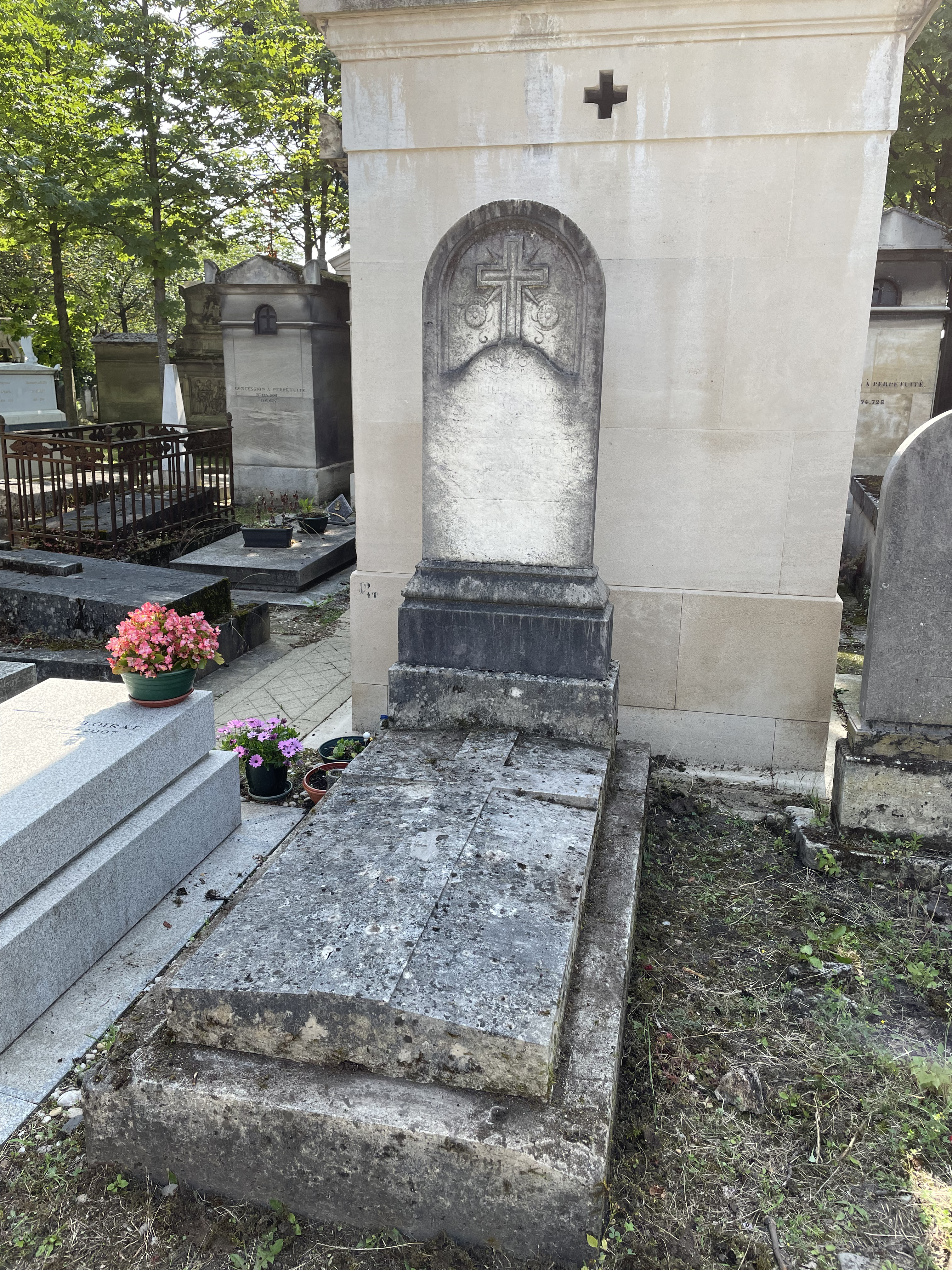
Sépulture de Théodore Labrouste au Père Lachaise

De 1854 à 1880, Théodore Labrouste est chargé du monument de Louis XIII sur la place des Vosges. Entre 1856 et 1870, architecte du gouvernement pour la bibliothèque de l'Arsenal de 1841 à 1880, il restructure ses bâtiments en ajoutant les deux pavillons d'extrémité à l'ancienne galerie, dont celui de l'entrée orné d'un frontispice néo-classique et les façades rue de Sully.
Malgré son grand âge, il conserve une activité surprenante et l'entière jouissance de ses facultés. Après le décès de son épouse survenu le 3 juin 1885, il arrête de dessiner et se laisse mourir, emporté par le chagrin le 28 novembre 1885, à son domicile, 25 rue de l'Université à Paris. Il laisse une quantité considérable de dessins et d'aquarelles.
Théodore Labrouste est inhumé le 30 novembre 1885 au cimetière du Père Lachaise avec son épouse et sa fille Lucile.

### Distinctions
- chevalier de la Légion d'honneur (1855)
- officier de la Légion d'honneur (1869)
- membre de la société centrale des architectes français (depuis 1840)
- membre du jury de l'école des Beaux-Arts de Paris